# Jack Nicklaus
Jack William Nicklaus (Columbus, 21 gennaio 1940) è un ex golfista statunitense, noto anche con il soprannome di "l'Orso d'oro", e da molti considerato il più grande giocatore di golf di tutti i tempi, grazie ai record che ha ottenuto nei quattro maggiori tornei del circuito.

## Biografia
Nicklaus è nato il 21 gennaio 1940 a Columbus, Ohio ed è cresciuto nel sobborgo di Upper Arlington. È di origine tedesca, figlio di Helen (Schoener) e Charlie Nicklaus, un farmacista che gestiva diverse attività commerciali chiamate Nicklaus Drug Store. Charlie era un abile atleta a tutto tondo che aveva giocato a football per gli Ohio State Buckeyes e aveva continuato a giocare a football semiprofessionale sotto falso nome per i Portsmouth Spartans (che in seguito divennero i Detroit Lions della NFL). Charlie era stato anche un giocatore di golf scratch e un campione di tennis locale in gioventù. Charlie Nicklaus morì di cancro al pancreas all'età di cinquantasei anni.

### Vita privata
Nicklaus è il nonno di Nick O'Leary, giocatore di football americano che milita nel ruolo di tight end per i Las Vegas Raiders della National Football League.

## Carriera
Nel corso della sua carriera venticinquennale nel circuito PGA, Nicklaus ha ottenuto 18 vittorie nei Majors tra il 1962 e il 1986. In seguito, tra il 1990 e il 1996, ha vinto 8 edizioni di quegli stessi tornei nella versione seniores. Entrambi i record sono ancora imbattuti. Nicklaus si è cimentato anche in altre attività collaterali legate al mondo del golf, come la progettazione di percorsi, la scrittura di manuali di gioco e la creazione di un proprio torneo, poi inserito nel circuito PGA, il Memorial Tournament.
A lui, Arnold Palmer e Gary Player viene attribuito il merito di aver reso il golf lo sport popolarissimo presso il grande pubblico che è diventato oggi. Nicklaus ha presentato anche 100 Greatest of All Time (I 100 più grandi di tutti i tempi), una serie televisiva di cinque episodi da un'ora, prodotta e mandata in onda da Tennis Channel, canale televisivo statunitense, nel marzo 2012.
Nicklaus detiene il record per i maggiori campionati PGA con un totale di 18; Tiger Woods è al secondo posto con 15. Nicklaus ha il terzo maggior numero di vittorie nel PGA Tour con 73, dietro Sam Snead (82) e Woods (82). Nicklaus detiene anche il record per il maggior numero di vittorie al Masters con sei vittorie e al The Players Championship con tre. Ha giocato in sei squadre Ryder Cup, ha capitanato la squadra due volte e la squadra Presidents Cup quattro volte, ed è stato in cima alla lista dei premi del PGA Tour e ha segnato una media otto volte ciascuno. Per 24 stagioni consecutive, dal 1960 al 1983 compreso, ha ottenuto almeno un piazzamento tra i primi dieci in un campionato importante, e questo è un record.
- PGA Tour vittorie (73)
- European Tour vittorie (9)
- PGA Tour of Australasia vittorie (3)
- Altre vittorie (24)
- Senior PGA Tour vittorie (10)
- Altre vittorie Senior (7)

### Tornei Major

#### Vittorie (18)
| Anno | Campionato                | 54 buche           | Punteggio di vittoria | Margine  | Secondo/i                                         |
| ---- | ------------------------- | ------------------ | --------------------- | -------- | ------------------------------------------------- |
| 1962 | U.S. Open                 | 2 colpi di deficit | −1 (72-70-72-69=283)  | Playoff1 | Arnold Palmer                                     |
| 1963 | The Masters               | 1 colpo dal leader | −2 (74-66-74-72=286)  | 1 colpo  | Tony Lema                                         |
| 1963 | PGA Championship          | 3 colpi di deficit | −5 (69-73-69-68=279)  | 2 colpi  | Dave Ragan                                        |
| 1965 | The Masters (2)           | 5 colpi dal leader | −17 (67-71-64-69=271) | 9 colpi  | Arnold Palmer, Gary Player                        |
| 1966 | The Masters (3)           | Pari dal leader    | E (68-76-72-72=288)   | Playoff2 | Tommy Jacobs (2°), Gay Brewer (3°)                |
| 1966 | The Open Championship     | 2 colpi di deficit | −2 (70-67-75-70=282)  | 1 colpo  | Doug Sanders, Dave Thomas                         |
| 1967 | U.S. Open (2)             | 1 colpo di deficit | −5 (71-67-72-65=275)  | 4 colpi  | Arnold Palmer                                     |
| 1970 | The Open Championship (2) | 2 colpi di deficit | −5 (68-69-73-73=283)  | Playoff3 | Doug Sanders                                      |
| 1971 | PGA Championship (2)      | 4 colpi dal leader | −7 (69-69-70-73=281)  | 2 colpi  | Billy Casper                                      |
| 1972 | The Masters (4)           | 1 colpo dal lead   | −2 (68-71-73-74=286)  | 3 colpi  | Bruce Crampton, Bobby Mitchell, Tom Weiskopf      |
| 1972 | U.S. Open (3)             | 1 colpo dal leader | +2 (71-73-72-74=290)  | 3 colpi  | Bruce Crampton                                    |
| 1973 | PGA Championship (3)      | 1 colpo dal leader | −7 (72-68-68-69=277)  | 4 colpi  | Bruce Crampton                                    |
| 1975 | The Masters (5)           | 1 colpo di deficit | −12 (68-67-73-68=276) | 1 colpo  | Tom Weiskopf, Johnny Miller                       |
| 1975 | PGA Championship (4)      | 4 colpi dal leader | −4 (70-68-67-71=276)  | 2 colpi  | Bruce Crampton                                    |
| 1978 | The Open Championship (3) | 1 colpo di deficit | −7 (71-72-69-69=281)  | 2 colpi  | Ben Crenshaw, Raymond Floyd, Tom Kite, Simon Owen |
| 1980 | U.S. Open (4)             | Pari dal leader    | −8 (63-71-70-68=272)  | 2 colpi  | Isao Aoki                                         |
| 1980 | PGA Championship (5)      | 3 colpi dal leader | −6 (70-69-66-69=274)  | 7 colpi  | Andy Bean                                         |
| 1986 | The Masters (6)           | 4 colpi di deficit | −9 (74-71-69-65=279)  | 1 colpo  | Tom Kite, Greg Norman                             |

1Sconfitto Palmer nei playoff a 18 buche; Nicklaus (71), Palmer (74).

2Ha sconfitto Jacobs (2°) e Brewer (3°) nei playoff a 18 buche; Nicklaus (70), Jacobs (72), Brewer (78). 1º , 2º e 3º premio assegnati in questo playoff.

3Ha sconfitto Sanders nei playoff a 18 buche; Nicklaus (72), Sanders (73).